# Alfredo González-Ruibal
Alfredo González-Ruibal   (Madrid, 1976) és un arqueòleg i etnoarqueòleg especialitzat en recerca de l'arqueologia del passat contemporani, que des de 2009 investiga en l'Institut de Ciències del Patrimoni de Santiago de Compostel·la.

## Biografia
Alfredo González-Ruibal és llicenciat en Història per la Universitat Complutense de Madrid (1999). Des de 2003, és doctor en Arqueologia Prehistòrica en la mateixa universitat amb la tesi: Desarrollo de las comunidades protohistóricas del noroeste de Iberia. Va ser Premi Extraordinari de llicenciatura i de doctorat.
El 2004 va ser professor associat de la American University Abroad de Madrid. També aquest mateix any va ser becari en el Laboratori d'Arqueologia i Formes Culturals de la Universitat de Santiago de Compostel·la. De març del 2005 a setembre del 2006, González-Ruibal va ser becari postdoctoral MEC/Fulbright en el Archaeology Center de la Universitat Stanford a Stanford, Califòrnia, els Estats Units. Després de tornar a Espanya, d'octubre del 2006 a setembre del 2009 va ser professor ajudant en el Departament de Prehistòria de la Universitat Complutense de Madrid. Des de 2009 treballa en l'Institut de Ciències del Patrimoni del Consell Superior de Recerques Científiques (CSIC) de Santiago de Compostel·la.
La seva recerca se centra en l'arqueologia i la prehistòria, història antiga, medieval, moderna i contemporània, especialment en recerques sobre conflictes bèl·lics, el capitalisme, el colonialisme, comunitats que resisteixen la modernitat, enginyeria aeronàutica i la dictadura. Ha fet treballs de camp relacionats amb aquests temes a Espanya, especialment en la coordinació del treball arqueològic en la Guerra Civil i els primers anys de la dictadura de Franco. Entre 2001 i 2010 va estudiar el període feixista en l'oest d'Etiòpia i el colonialisme a Guinea Equatorial a través de les seves restes arqueològiques.
És coeditor de la revista Journal of Contemporary Archeology, especialitzada en arqueologia dels segles segle xx i segle xxi. És membre del consell editorial de Monographies in Mediterranean Archaeology i Complutum (revista Scopus); membre del consell assessor de la Revista Chilena de Antropología, Menga de la Revista Andaluza de Prehistoria i de Culture & History Digital Journal del CSIC.

## Publicacions

### Llibres
- González Ruibal, A. (2003). La experiencia del Otro: una introducción a la etnoarqueología Ediciones Akal.
- González Ruibal, A. (2007). Galaicos: poder y comunidad en el noroeste de la península ibérica.. Museo Arqueolóxico Provincial de La Corunya.
- González Ruibal, A. (2013). Reclaiming Archaeology: Beyond the Tropes of Modernity. Routledge
- González Ruibal, A. (2014). An Archaeology of Resistance: Materiality and Time in an African Borderland. Rowman & Littlefield Publishers.
- González Ruibal, A. (2015). Ethics and the Archaeology of Violence. Springer.
- González Ruibal, A. (2016). Volver a las trincheras: Una arqueología de la Guerra Civil Española. Alianza Editorial.
- González Ruibal, A. (2018). An Archaeology of the Contemporary Era. Routledge.
- González Ruibal, A. i Ayán, Xurxo (2018). Arqueología: Una introducción al estudio de la materialidad del pasado. Alianza Editorial.
- González Ruibal, A. (2023). Tierra arrasada. Un viaje por la violencia del paleolítico al siglo XXI. Crítica.[8]

### Articles de revistes i capítols de llibres
- González Ruibal, A. (2007). Making things public: archaeologies of the Spanish Civil War (1936-39). Public Archaeology 6(4): 259-282.
- González Ruibal, A. (2008). Time to Destroy. An archaeology of Supermodernity. Current Anthropology 48(2): 247-279.
- González Ruibal, A. i Hernando Gonzalo, A. (2010). Genealogies of destruction: an archaeology of the contemporary past in the Amazon forest. Archaeologies 6(1): 5-28.
- González Ruibal, A., Sahle, I. and Ayán, X. (2011). A social archaeology of colonial war in Ethiopia. World Archaeology 43(2): 40-65.
- González-Ruibal, A., Hernando, A. and Politis, G. (2011). Ontology of the self and material culture: Arrow-making among the Awá hunter-gatherers (Brazil). Journal of Anthropological Archaeology 30(1):1-16.
- González Ruibal, A. (2012). From the battlefield to the labour camp. Archaeology of civil war and dictatorship in Spain. Antiquity 86(332): 456–473.
- González Ruibal, A. (2012). Archaeology and the study of material culture: synergies with cultural psychology. En J. Vaalsiner (ed.): Oxford Handbook of Cultural Psychology. Nova York: Oxford University Press, 132-162.
- González Ruibal, A. (2014). Archaeological Revolution(s). Current Swedish Archaeology 22: 41-45.

## Premis i reconeixements
- Premi Nacional d'Assaig 2024, per la seva obra 'Terra arrasada: un viatge per la violència del Paleolític al segle xxi XXI'.